# Мялине (заказник)
Мя́лине — гідрологічний заказник місцевого значення в Україні. Розташований у межах Височанської громади Ніжинського району Чернігівської області, на північний захід від села Галайбине.
Площа 102 га. Статус присвоєно згідно з рішенням Чернігівського облвиконкому від 27.12.1984 року № 454; від 28.08.1989 року № 164. Перебуває у віданні ДП «Борзнянське лісове господарство» (Борзнянське л-во, кв. 18, 19, 28-31, 37).
Статус присвоєно для збереження лучно-болотного природного комплексу, розташованого серед лісового масиву, в деревостані якого переважають осика і вільха.
Екосистема заказика являє собою верхове болото в заплаві річки Десна, яке має важливе значення як регулятор водного режиму прилеглих територій. Тут зростають осока омська, осока гостра, осока пухирчаста, місцями лепешняк великий, очерет звичайний та інші види болотного різнотрав'я.